# Marzio Lugnan
Marzio Lugnan (Grado, 7 gennaio 1954) è un ex calciatore italiano, di ruolo difensore.

## Caratteristiche tecniche
Giocava come terzino sinistro ed era abile in marcatura. Saltuariamente è stato impiegato anche come stopper.

## Carriera

### Giocatore
Cresce calcisticamente nell'Udinese, da cui lo preleva nel 1972 l'Atalanta. Con gli orobici esordisce in Serie B nella stagione 1973-1974 e disputa due campionati tra i cadetti: titolare nel primo, viene relegato a riserva nel secondo nel quale gioca 13 partite. Nell'estate 1975 viene ceduto insieme al compagno Antonio Rocca al Novara, sempre in Serie B, per una cifra complessiva di 378 milioni di lire.
Negli azzurri piemontesi gioca altre due stagioni nella serie cadetta, per un totale di 56 presenze; nel corso della seconda annata, conclusa con la retrocessione in Serie C, viene messo fuori rosa per scarso rendimento ed entra in conflitto con la società, che lo cede in prestito dapprima al Lecce e poi alla Nocerina, in Serie B. Nel 1979 fa rientro al Novara, con cui gioca fino al 1982 con l'intermezzo di una stagione in prestito al Forlì, sempre in terza serie.
Conclude la carriera in Serie C1 con Trento e Sanremese. Nel 1984, beneficiando della nuova normativa sul professionismo, si svincola dai liguri e passa al Venezia, in Serie C2. Chiude la carriera l'anno successivo, con il Leffe.
In carriera ha collezionato complessivamente 141 presenze e una rete in Serie B.

### Allenatore
Ha allenato varie squadre bergamasche, dalla Seconda Categoria fino all'Eccellenza.
Nella stagione 2008-2009 ha vinto il campionato lombardo di Eccellenza con il Pedrengo; la società non si è iscritta al successivo campionato di Serie D, ripartendo dalla Prima Categoria, in cui Lugnan ha allenato per l'intera stagione 2009-2010. Dal 2014 allena nel Carobbio, con cui ha ottenuto una promozione dalla Seconda Categoria alla Prima Categoria e due salvezze consecutive in quest'ultimo campionato.

## Palmarès

### Allenatore

#### Competizioni regionali
- Eccellenza: 1

Pedrengo: 2008-2009
- Prima Categoria: 1

Brusaporto: 1997-1998